# 小耳湍蛙
小耳湍蛙（学名：Amolops gerbillus）为蛙科湍蛙属的两栖动物，原产印度，可能分布于孟加拉国，缅甸，尼泊尔以及中国大陆西藏等地，一般栖息于山溪。其生存的海拔为330米。该物种的模式产地在西藏延邦。